# نادي الإخاء الأهلي عاليه
الإخاء الاهلي عاليه لكرة القدم هو ناد لبناني لكرة القدم مقره في عاليه، يحظى النادي بدعم النائب اللبناني أكرم شهيب، الذي كان الشخص الرئيسي للتصديق على دمج الناديين الأهلي والأكاعي في مدينة عاليه، كان النادي في دوري الدرجة الثانية اللبناني قبل العودة إلى دوري كرة القدم اللبناني في موسم 2010-11، حيث ظل في الصدارة منذ ذلك الحين.

## التاريخ

### الأخاء والأهلي
تأسس الأخاء لأول مرة عام 1962 على يد عادل باز، الذي قاد النادي حتى أوائل الثمانينيات خلال الحرب الأهلية اللبنانية، وقد حصل النادي على رخصته في 1966 وكان على وشك التأهل في عام 1971، ولكنه فشل في الوصول إلى دوري كرة القدم اللبناني في المباراة الأخيرة. أوقف النادي أنشطته في عام 1982 أثناء الحرب اللبنانية واستؤنفت في عام 1989.
تأسس النادي الأهلي في سبعينيات القرن الماضي وكان مؤسسه أحمد رضوان، وهو مدرس وصاحب مدرسة في عاليه، وحصل النادي الأهلي على رخصته لاحقًا وانضم إلى الدوري اللبناني الثالث عام 1987، وقد لعب فيه العديد من اللاعبين الذين سيواصلون اللعب في الدوري اللبناني لكرة القدم لنادي الأهلي، مثل وليد زين الدين وفؤاد الصايغ ورياض الحلبي ويزيد حليمي وآخرين. وقد حصل النادي الأهلي على المركز الأول في كأس الجامعة الأمريكية في بيروت لكرة القدم مرتين على التوالي في عامي 1987 و 1988.

### ولادة اخاء الأهلي
في عام 1990 أدرك بهيج أبو حمزة، رئيس الأخاء، أن الترقية إلى الدوري اللبناني لكرة القدم صعبة لذلك قرر الاندماج مع النادي الأهلي، ما أضاف قيمة إضافية لنادي الإخاء حيث كان فريق الأهلي مليئًا باللاعبين الشباب في عاليه، مثل زاهر أنداري الذي مثل كرة القدم الوطنية اللبنانية من 1994 إلى 2001، وسعيد أبو منى وراجي أبي سعيد، الذي تم انتخابه كابتن أهوكة أهلي، وجدت إدارة الأهلي أن الاندماج له مصلحة مشتركة حيث يحتاجون إلى الدعم المادي واللوجستي للترقية إلى الدوري الثاني اللبناني.

### الترويج والبقاء في دوري كرة القدم
فاز الإخاء الأهلي بالفرقة اللبنانية الثانية عام 1992، وتمكن الفريق من تحقيق نتائج ممتازة خلال إقامته في الدوري اللبناني لكرة القدم، خاصة في أول ظهور له عاد إلى دوري الدرجة الأولى في عام 2010، وبقي فيه منذ ذلك الحين.

## لاعبون
اعتبارًا من 24 يناير 2019 
ملاحظة: تشير الأعلام إلى المنتخب الوطني على النحو المحدد في قواعد الأهلية للفيفا. قد يحمل اللاعبون أكثر من جنسية واحدة غير تابعة للفيفا.
| الرقم | البلد       | المركز | اللاعب                                       |
| ----- | ----------- | ------ | -------------------------------------------- |
| 3     | لبنان       | مدافع  | شادي سكاف                                    |
| 4     | لبنان       | مدافع  | Nader Maroush                                |
| 7     | لبنان       | مدافع  | سعيد عواضة                                   |
| 9     | البرازيل    | مهاجم  | كارلوس ألبرتو                                |
| 10    | دولة فلسطين | وسط    | Mohamad Abo Atik                             |
| 11    | لبنان       | مهاجم  | خالد تكجي                                    |
| 13    | لبنان       | حارس   | Shaker Wehbi                                 |
| 17    | لبنان       | مهاجم  | أحمد حجازي                                   |
| 18    | لبنان       | مدافع  | Ahmad Atwi                                   |
| 19    | لبنان       | مدافع  | Ibrahim Kheireddine                          |
| 20    | لبنان       | وسط    | محمد عطوي (على سبيل الاعارة من نادي الأنصار) |

| الرقم | البلد    | المركز | اللاعب                    |
| ----- | -------- | ------ | ------------------------- |
| 23    | لبنان    | حارس   | Radwan Kassab             |
| 31    | لبنان    | وسط    | Sari Chehayeb             |
| 70    | لبنان    |        | Ribal Alaawar             |
| 89    | البرازيل | وسط    | Hygor Gonçalves           |
| 90    | البرازيل | مدافع  | كريستيان لوكا             |
| 98    | لبنان    | مهاجم  | كريم درويش (لاعب كرة قدم) |
|       | لبنان    | حارس   | Ahmad Deab                |
|       | لبنان    | مدافع  | محمد قرهاني               |
|       | لبنان    | وسط    | Habib Choueikh            |
|       | لبنان    |        | Jad Abo Hana              |

### على سبيل الإعارة
اعتبارًا من 7 سبتمبر 2018.
ملاحظة: تشير الأعلام إلى المنتخب الوطني على النحو المحدد في قواعد الأهلية للفيفا. قد يحمل اللاعبون أكثر من جنسية واحدة غير تابعة للفيفا.
| الرقم | البلد | المركز | اللاعب                         |
| ----- | ----- | ------ | ------------------------------ |
|       | لبنان | وسط    | Hassan Al Haj (في التضامن صور) |

## طالع
- نادي الصداقة الرياضي للسيدات
- نادي سيدات ذوق مصبح الرياضي
- فريق بنات أكاديمية بيروت لكرة القدم